# 20-я гвардейская общевойсковая армия

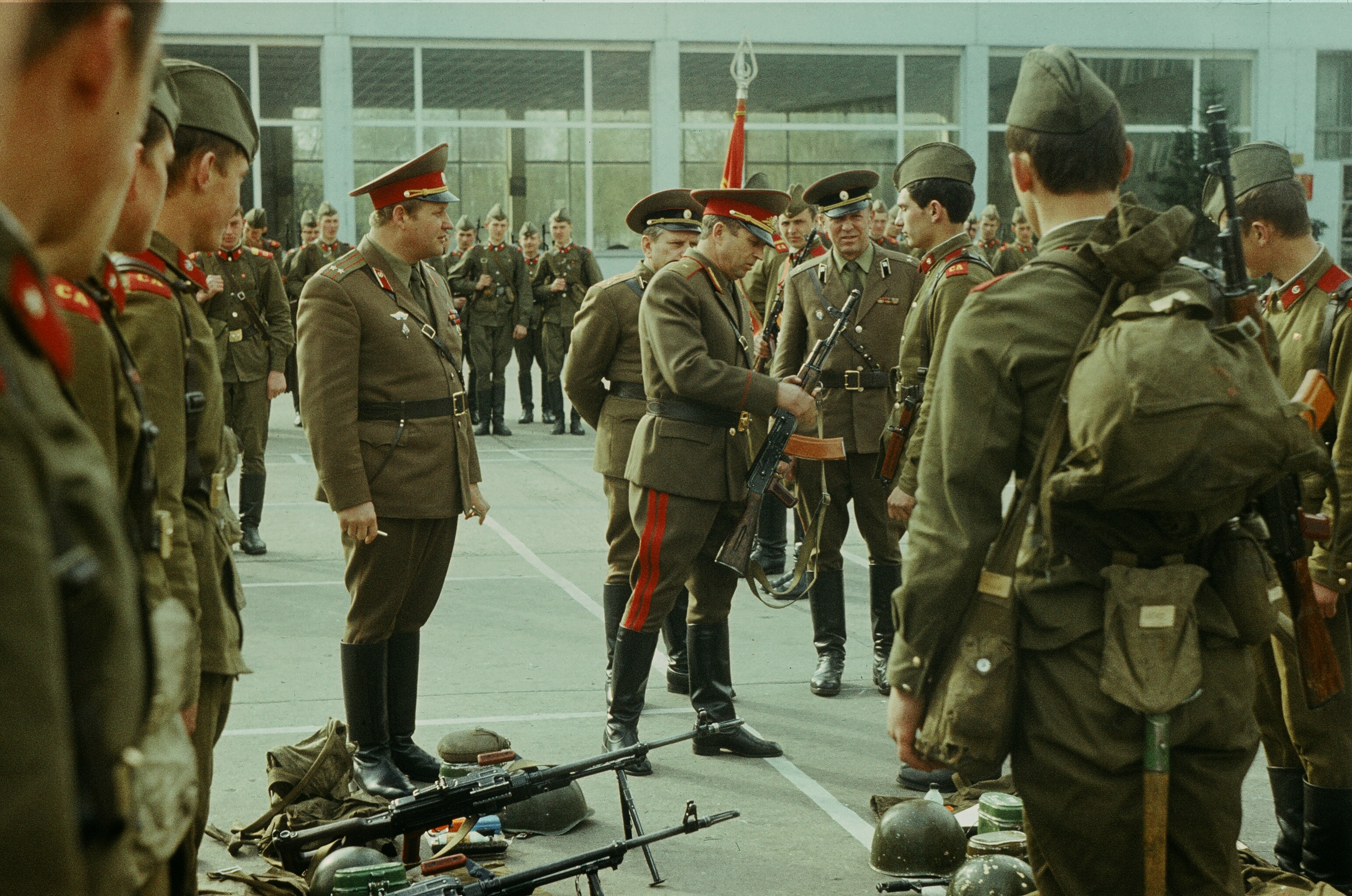
Начальник штаба 20 Гв. А генерал-майор Матвеев инспектирует 178 омсб. Берлин, Карлхорст. 1981 год

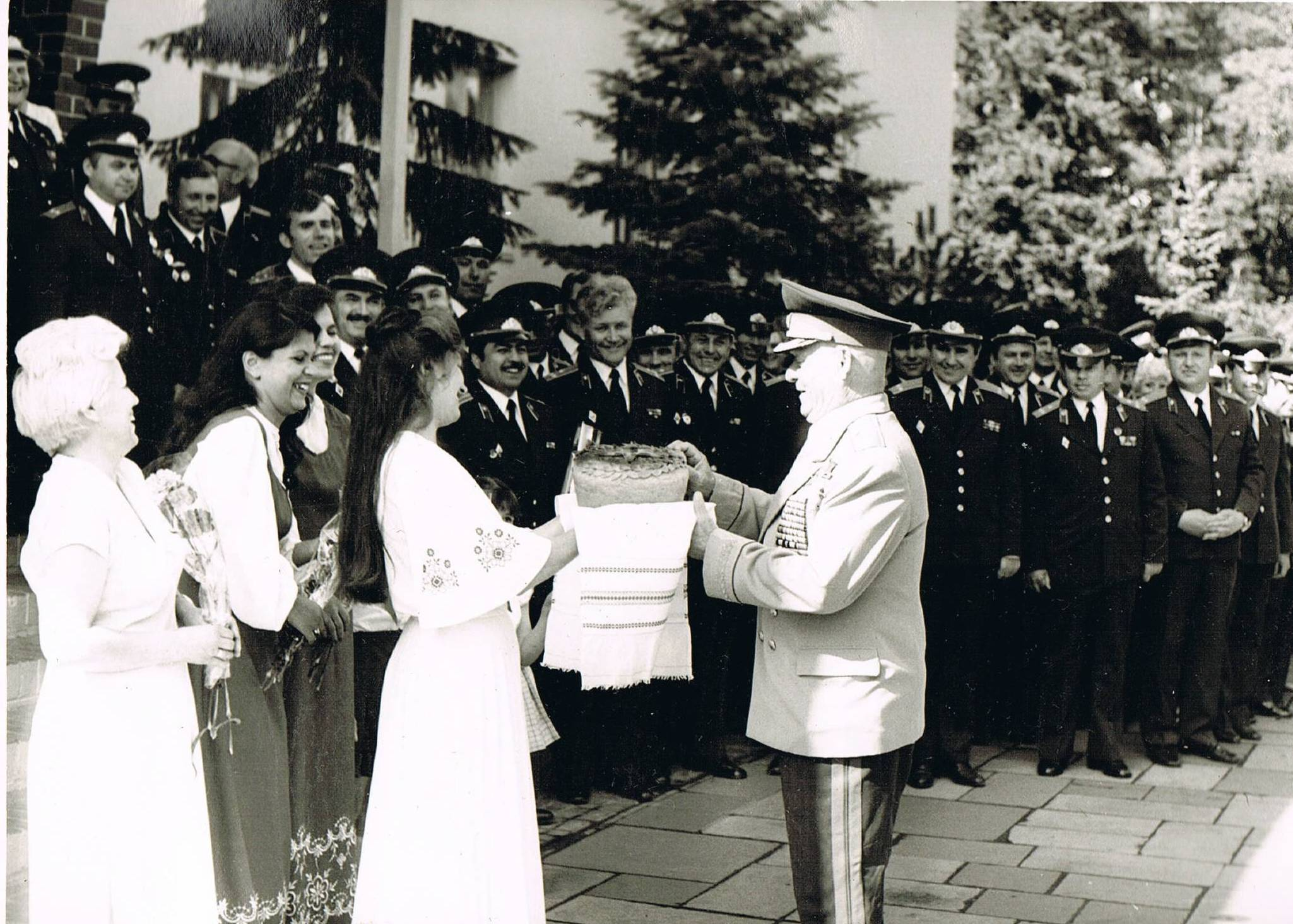
Встреча «хлебом-солью» дважды Героя Советского Союза генерала армии Д. Д. Лелюшенко, Эберсвальде, ГСВГ, 1984 год

20-я гвардейская общевойсковая Краснознамённая армия (сокр. 20 ОА, в/ч 89425) — общевойсковое формирование (объединение, армия) Вооружённых сил Российской Федерации в составе Московского военного округа.
Управление (штаб) располагается в городе Воронеж.

## История

### Создание
20-я гвардейская Краснознамённая армия является правопреемницей 4-й гвардейской танковой армии.

### Во время Великой Отечественной войны
4-я танковая армия (4 ТА) формировалась по приказу Ставки Верховного Главнокомандования, от 26 июня 1943 года, в Московской области в районе Солнечногорска, Загорска и Кубинки.
4 ТА, созданная из 6-го гвардейского механизированного корпуса, 11-го танкового корпуса и 30-го танкового Уральского добровольческого корпуса, 189-го (225-го гвардейского) авиационного и 118-го (6-го гвардейского) полков связи, вступила в бой в составе Западного фронта, затем перейдя в подчинение Брянскому. После не совсем удачных боёв (хотя 30-й корпус и стал 10-м гвардейским) армия была выведена в резерв без 11-го корпуса.
В феврале следующего года армия вошла в состав 1-го Украинского фронта и сражалась в его составе до конца войны. В этом же году в её состав были включены 68-я (6-я гвардейская) зенитная дивизия, 93-я (68-я гвардейская) танковая бригада, 22-я (70-я гвардейская) самоходная и 200-я (71-я гвардейская) лёгкая артиллерийские бригады, а также 51-й (7-й гвардейский) мотоциклетный, 19-й (119-й гвардейский) инженерно-танковый и 312-й гвардейский миномётный полки, сформирована 20-я (3-я гвардейская) моторизованная инженерная бригада.
В период проведения Орловской операции 1943 года войска армии во взаимодействии с 11-й гвардейской, 3-й и 63-й армиями разгромили 20-ю танковую, 10-ю и 25-ю моторизованные, 253-ю пехотную дивизии, нанесли большие потери 9-й и 18-й танковым и 208-й пехотной дивизиям вермахта. Армия в Орловской операции прошла с боями около 400 километров, форсировала реки Орс, Лубна, Цкань, Нугрь, Сухая Орлица, освободила около 200 населённых пунктов и, перерезав основные коммуникации противника, создала угрозу окружения всей Орловско-Болховской вражеской группировки.
С 4 марта 1944 года в составе первого Украинского фронта армия участвовала в Проскуровско-Черновицкой операции, в освобождении города Львова, Висло-Одерской операции, в штурме Берлина, освобождении Праги. Она прошла с боями около 3 800 километров по советской земле, территории Польши, Германии и Чехословакии. На своём пути войска армии освободили от немецко-фашистских захватчиков свыше 14 тысяч населённых пунктов.
Сама армия и вновь включённые в состав соединения стали гвардейскими лишь в марте 1945 года, после успешных боёв в междуречье Вислы и Одера. В преддверии Берлинской операции в армию был включён 5-й гвардейский механизированный корпус.

### Послевоенный период
С 1946 по 1949 год носила статус кадрированной танковой дивизии (4-я гвардейская отдельная кадровая танковая дивизия) в составе ГСОВГ. Позднее (с 1949 по 1957 год 4-я гвардейская механизированная Краснознамённая армия) в составе Группы советских войск в Германии, была переименована в 1960 году в 20-ю гвардейскую Краснознамённую армию.
Армия принимала участие в операции «Дунай» (ввод советских войск в Чехословакию) 21 августа 1968 года.
Пребывавшие в составе армии 5-я и 7-я гвардейская механизированные дивизии (бывшие одноимённые механизированные корпуса) убыли в Союз, а вместо них были включены 25 тд, 35-я и 14-я гвардейская мотострелковые дивизии (бывшие 1-я и 14-я гвардейская механизированные дивизии), причём последняя из них в 1982 году стала 32-й гвардейской тд.
К моменту вывода из Германии в составе армии сохранились соединения времён войны — 44-й отдельный гвардейский понтонно-мостовой Берлинский орденов Кутузова, Богдана Хмельницкого, Александра Невского и Красной Звезды полк, 90-я гвардейская танковая Львовская ордена Ленина, Краснознамённая, ордена Суворова дивизия (2-го формирования) (бывший 6-й гвардейский механизированный корпус — последний командир корпуса С. Ф. Пушкарёв, затем 6-я гвардейская мотострелковая дивизия — последний командир дивизии А. А. Дорофеев). До конца 1970-х гг. в составе армии числилась её «родная» 10-я гвардейская танковая дивизия (бывший 10-й гвардейский танковый корпус).

### В современной России
В 1994 году 20-я гвардейская армия, входившая в состав Западной группы войск, была выведена из Германии и преобразована в 20-й гвардейский армейский корпус. В 1998 году из корпуса образована общевойсковая армия. Штаб армии располагался в Воронеже в течение 19 лет, после чего был переведён в Нижегородскую область, посёлок Мулино (2010—2015).
В 2015 году штаб был передислоцирован обратно в Воронеж в силу возросшего стратегического значения этого региона на границе с Украиной, находится в центре города на проспекте Революции, дом 8. Объединению было возвращено прежнее наименование — 20-я гвардейская общевойсковая армия. Подмосковные дивизии, входившие в состав 20-й армии, вошли в состав воссозданной в ноябре 2014 года 1-й гвардейской танковой Краснознамённой армии.
Соединения и части 20-й армии дислоцируются в Воронежской, Курской, Белгородской, Смоленской, Брянской областях России.
В июне 2023 появились сообщения, что в ходе войны с Украиной подразделение 144-й дивизии 20-й армии попало под обстрел под оккупированной РФ Кременной Луганской области. Российские провоенные блогеры предварительно оценивают потери в 100 убитых и 100 раненых. Обстрел вёлся РСЗО HIMARS и другой артиллерией. Военнослужащие были построены перед наступлением и ожидали командира, командующего армией генерала Сухраба Ахмедова. 23 июня 2023 года, за участие в нападении на Украину, 20-я гвардейская общевойсковая армия была включена в санкционный список всех стран Евросоюза.

## Состав армии

### 1991 год
- Штаб армии (Эберсвальде)
- 25-я танковая Краснознамённая дивизия, Фогельзанг)[a]
- 32-я гвардейская танковая Полтавская Краснознамённая, орденов Суворова и Кутузова дивизия (Ютербог)[b]
- 90-я гвардейская танковая Львовская ордена Ленина, Краснознамённая, ордена Суворова дивизия (Бернау[c]

Всего: 249 танков Т-80, 427 БМП (167 БМП-2, 233 БМП-1, 27 БРМ-1К), 28 БТР (2 БТР-70, 26 БТР-60), 126 САУ (72 2С1, 54 2С3), 36 миномётов 2С12, 18 РСЗО Град.
- 35-я мотострелковая Красноградская Краснознамённая дивизия (Крампниц, Потсдам)[d]

Всего: 149 танков Т-80, 331 БМП (112 БМП-2, 191 БМП-1, 28 БРМ-1К), 290 БТР-60, 126 САУ (72 2С1, 54 2С3), 72 миномёта 2С12, 18 РСЗО Град.
- 6-я отдельная гвардейская мотострелковая Берлинская ордена Богдана Хмельницкого бригада (Берлин-Карлсхорст)

Всего: 141 танк Т-64, 66 БМП-1, 34 БТР-80
- 27-я ракетная бригада (Ютербог)
- 464-я ракетная бригада (Фюрстенвальде) (ТРК 9К79 «Точка», 12 Р-145БМ)
- 67-я зенитная ракетная бригада (Эльсталь)
- 387-я гвардейская артиллерийская Келецко-Берлинская орденов Кутузова, Богдана Хмельницкого, Александра Невского и Красной Звезды бригада (Альтес-Лагер)

Всего: 36 2С5 «Гиацинт», 33 Д-20, 7 ПРП-3, 6 1В18, 2 1В19
- 479-я отдельная инженерно-сапёрная бригада (Эберсвальде) (2 БТР-60)
- 117-я бригада материально-технического обеспечения (Эберсвальде)
- 44-й отдельный гвардейский понтонно-мостовой Берлинский орденов Кутузова, Богдана Хмельницкого, Александра Невского и Красной Звезды полк (Франкфурт-на-Одере)
- 337-й отдельный вертолётный полк (Мальвинкель) (49 Ми-24, 8 Ми-8)
- 487-й отдельный вертолётный полк (Пренцлау) (25 Ми-24, 17 Ми-8)
- 6-й отдельный гвардейский Львовско-Берлинский орденов Богдана Хмельницкого, Александра Невского и Красной Звезды полк связи (Эберсвальде)

Всего: 10 Р-145БМ, 1 Р-156БТР, 1 П-240БТ, 2 Р-2АМ
- 264-й отдельный радиотехнический полк (Далльгов-Дёбериц)
- 247-й отдельный батальон охраны и обеспечения (Эберсвальде)
- 41-я отдельная вертолётная эскадрилья (Финов)

Всего: 2 Ми-8, 2 Ми-6, 2 Ми-24К, 2 Ми-24Р
- 154-й отдельный противотанковый артиллерийский дивизион (Альтес-Лагер)
- 483-й отдельный переправочно-десантный батальон
- 423-й радиорелейный кабельный батальон
- 48-й отдельный радиотехнический батальон
- 1034-й отдельный батальон РЭБ
- 43-й отдельный батальон засечки и разведки (Бизенталь)
- 283-й отдельный батальон химической защиты (Киц)
- 255-й отдельный ремонтно-восстановительный батальон
- 307-й отдельный ремонтно-восстановительный батальон

### 2020 год
- Управление армии (г. Воронеж);
- 3-я мотострелковая Висленская Краснознамённая, орденов Суворова и Кутузова дивизия (г. Богучар, Валуйки, Солоти);
- 144-я гвардейская мотострелковая Ельнинская Краснознамённая, ордена Суворова дивизия (Смоленск, Ельня, Почеп, Клинцы, Займище)[12];
- 236-я гвардейская артиллерийская бригада, в/ч 53195 (г. Коломна)[13];
- 448-я ракетная бригада имени С. П. Непобедимого (г. Курск)[14];
- 53-я гвардейская зенитная ракетная бригада, в/ч 32406 (г. Курск);
- 9-я гвардейская Львовско-Берлинская орденов Богдана Хмельницкого, Александра Невского и Красной Звезды бригада управления (г. Воронеж);
- 16-й инженерно-сапёрный полк (Богучар);
- 24-й отдельный батальон РЭБ;
- 215-й отдельный ремонтно-восстановительный батальон (Курская область)[15];
- 533-й командно-разведывательный центр (Воронеж)
- 29 отдельная рота специального назначения (Воронеж)

## Командующие армией / корпусом
- 03.1944 — 08.1947 — генерал-полковник Лелюшенко, Дмитрий Данилович
- 08.1947 — 12.1951 — генерал-лейтенант танковых войск Обухов, Виктор Тимофеевич
- 12.1951 — 05.1953 — генерал-майор танковых войск Калиниченко, Пётр Иванович
- 05.1953 — 01.1955 — генерал-лейтенант Комаров, Владимир Николаевич
- 01.1955 — 01.1960 — генерал-лейтенант танковых войск Чиж, Владимир Филиппович
- 01.1960 — 12.1964 — генерал-лейтенант танковых войск Котов, Виктор Филиппович
- 12.1964 — 05.1968 — генерал-лейтенант Хомуло Михаил Григорьевич
- 05.1968 — 05.1970 — генерал-лейтенант танковых войск Величко, Иван Леонтьевич
- 05.1970 — 10.1972 — генерал-лейтенант танковых войск Лапыгин, Николай Иванович
- 12.1972 — 07.1975 — генерал-лейтенант Сивенок, Владимир Иванович
- 07.1975 — 04.1979 — гвардии генерал-лейтенант Архипов, Владимир Михайлович
- 04.1979 — 12.1981 — гвардии генерал-лейтенант Челомбеев, Иван Васильевич;
- 1981—1983 — гвардии генерал-лейтенант Гусев, Пётр Иванович;
- 1983 — 01.1986 — гвардии генерал-лейтенант Макашов, Альберт Михайлович;
- 01.1986 — 04.1988 — гвардии генерал-лейтенант Чумаков, Александр Петрович
- 04.1988 — 12.1991 — гвардии генерал-майор Архипов, Михаил Иванович
- 12.1991 — 06.1993 — гвардии генерал-лейтенант Пугачёв, Николай Васильевич
- 06.1993 — 1994 — гвардии генерал-лейтенант Нефёдов, Алексей Дмитриевич
- 1994 — 03.2000 — гвардии генерал-лейтенант Чужиков, Владимир Петрович
- 03.2000 — 08.2002 — гвардии генерал-майор Макаров, Сергей Афанасьевич
- 08.2002 — 11.2004 — гвардии генерал-лейтенант Постников-Стрельцов, Александр Николаевич
- 11.2004 — 02.2005 — врио гвардии генерал-майор Чабан, Сергей Яковлевич
- 01.2005 — 04.2008 — генерал-майор, с февраля 2006 года — генерал-лейтенант Третьяк, Андрей Витальевич
- 04.2008 — 11.2008 — гвардии генерал-майор Суровикин, Сергей Владимирович
- 11.2008 — 07.2009 — врио гвардии генерал-майор Балалиев, Фарид Юсуфович
- 07.2009 — 04.2012 — гвардии генерал-майор Юдин, Сергей Сергеевич[16]
- 04.2012 — 07.2014 — гвардии генерал-майор Лапин, Александр Павлович[17]
- 07.2014 — 07.2015 — гвардии генерал-майор Чайко, Александр Юрьевич
- 07.2015 — 08.2016 — гвардии генерал-лейтенант Кузовлев, Сергей Юрьевич
- 08.2016 — январь 2017 — гвардии генерал-лейтенант Никифоров, Евгений Валерьевич
- 03.2017 — 2018 — гвардии генерал-майор Перязев, Александр Васильевич[18]
- 05.2018 — 12.2022 — гвардии генерал-лейтенант Иванаев, Андрей Сергеевич[19].
- 12.2022 — 05.2024 — гвардии генерал-лейтенант Ахмедов, Сухраб Султанович[20].
- с 05.2024 — гвардии генерал-майор Митяев, Олег Юрьевич